# Leptomys paulus
Leptomys paulus és un petit rosegador de la família dels múrids, endèmica de Nova Guinea.

## Descripció
Aquest animal té una longitud del cap i el cos d'entre 11,7 i 13,2 centímetres, i una cua que fa entre 13,8 i 16,3 centímetres. Les seves orelles fan entre 18 i 23 mil·límetres, són de color marró fosc i tenen uns pocs pèls més foscos. Els seus peus fan entre 31 i 36 mm. Els seu pes pot arribar fins als 52 grams. El seu pèl gruixut i suau és de color marró vermellós fosc a les parts dorsals, groguenc als flancs i de color blanc grisenc a les parts ventrals. Té una franja nua de pèl que s'estén des del mig de les espatlles cap al front. Té uns bigotis llargs, de fins a 6 centímetres, i unes galtes blanques més fosques al voltant dels ulls. La cua és gairebé nua i té l'extrem de color blanc.

## Hàbitat
L'espècie ha estat vista a les regions tropicals de muntanyes baixes de l'est de Nova Guinea, entre 1.240 i 1.540 msnm.